# Composizioni di Claude Debussy

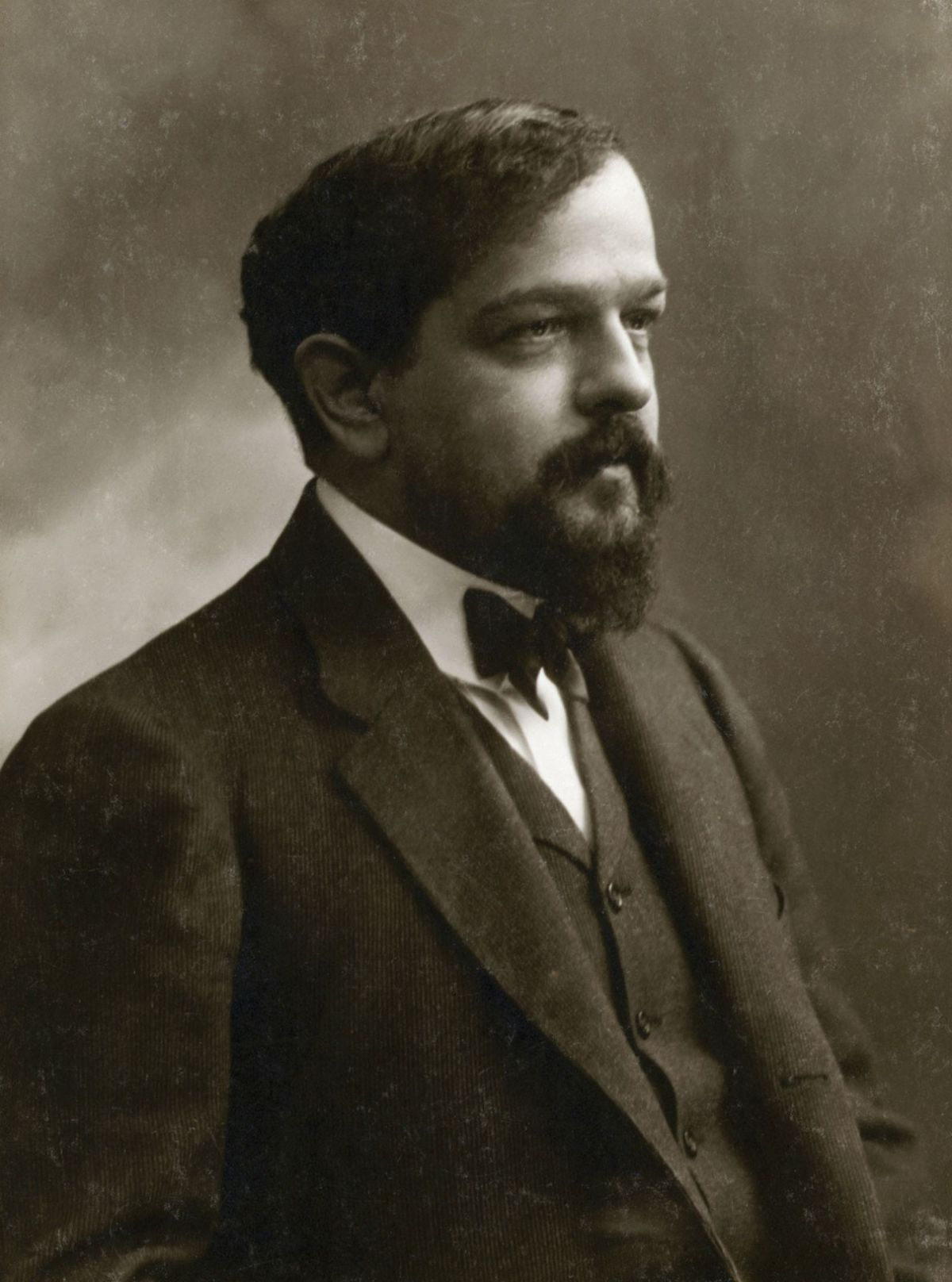
Debussy nel 1908.

Lista delle composizioni di Claude Debussy (1862-1918), ordinate per genere e per numero di catalogo secondo il Catalogo Lesure.

## Opere liriche
- L 72, Rodrigue et Chimène opera (1890–1893), incompleta
- L 93, Pelléas et Mélisande (1893-1902)
- L 101, Le diable dans le beffroi, opera comica incompiuta (1902-1912) basata sul racconto di Edgar Allan Poe The Devil in the Belfry
- L 112, La chute de la maison Usher (1908–1917), opera lirica basata sul racconto di Edgar Allan Poe La caduta della casa degli Usher, incompleta

## Balletti e musiche di scena
- L 107, Le roi Lear, (1904), musiche di scena
- L 124, Le martyre de Saint Sébastien (1911), musiche di scena
- L 125, Khamma (1911–1912), balletto
- L 126, Jeux (1912–1913), balletto
- L 128, La boîte à joujoux (1913), balletto
- L 130, Le palais du silence ou No-Ja-Li (1913-1914), balletto, incompleto

## Orchestra
- L 61, Printemps (1887)
- L 83, Trois scènes au crépuscule (1892–1893), incompiuto
- L 86, Prélude à l'après-midi d'un faune (1894)
- L 91, Nocturnes (con coro femminile in Sirènes) (1897–1899)
  - Nuages
  - Fêtes
  - Sirènes
- L 109, La Mer (1903–1905)
- L 122, Images per orchestra
  - Gigues (1909–1912)
  - Ibéria (1905–1908)
    - Par les rues et par les chemins
    - Les parfums de la nuit
    - Le matin d'un jour de fête

  - Rondes de printemps (1905–1909)

## Solista e Orchestra
- L 20, Daniel: Versez, que de l'ivresse. Aux accents d'allégresse per tre voci e orchestra (1881)
- L 24, Printemps: Salut printemps, jeune saison per coro femminile e orchestra (1882)
- L 27, Intermezzo per violoncello e orchestra (1882)
- L 37, Hymnis per solista, coro, e orchestra (1882)
- L 40, Invocation: Élevez-vous, voix de mon âme per coro maschile e orchestra (1883)
- L 41, Le gladiateur: Mort aux Romains, tuez jusqu'au dernier per tre voci e orchestra (1883)
- L 56, Le printemps: L'aimable printemps ramène dans la plaine per coro di quattro voci e orchestra (1884)
- L 57, L'enfant prodigue per soprano, baritono, tenore e orchestra (1884)
- L 59, Zuleima per coro e orchestra (1885–1886)
- L 61, Printemps in Mi maggiore per coro, pianoforte e orchestra (1887)
- L 62, La Damoiselle élue (La damoiselle élue s'appuyait sur la barrière d'or du ciel) per due voci femminili, coro e orchestra (1887–1888)
- L 73, Fantaisie per pianoforte e orchestra (1889–1890)
- L 89, La Saulaie per baritono e orchestra (1896–1900)
- L 98, "Rhapsodie" per sassofono alto, pianoforte o orchestra (1901–1911)
- L 116, Première rhapsodie per clarinetto e pianoforte o orchestra (1909–1910)
- L 120, Petite pièce per clarinetto e pianoforte o orchestra (1910)
- L 141, Ode à la France: Les troupeaux vont par les champs désertés per soprano, coro e orchestra (1916–1917)

## Musica da Camera
- L 3, Trio per pianoforte e archi (1880)
- L 26, Nocturne et Scherzo for violoncello e piano (1882)
- L 85, Quartetto per archi in Sol minore, Op. 10 (1892-1893)
- L 96,  Chansons de Bilitis for 2 flauti, 2 arpe e celesta
  - Chant pastoral
  - Les comparaisons
  - Les contes
  - Chanson
  - La partie d'osselets
  - Bilitis
  - Le tombeau sans nom
  - Les courtisanes égyptiennes
  - L'eau pure du bassin
  - La danseuse aux crotales
  - Le souvenir de Mnasidica
  - La pluie du matin
- L 103, Danses pour harpe chromatique et orchestre d'instruments à cordes (1904)
  - Danse sacrée
  - Danse profane
- L 129, Syrinx per flauto solo (1913)
- L 135, Sonata per violoncello e pianoforte (1915)
- L 137, Sonata per flauto, viola e arpa (1915)
- L 140, Sonata per violino e pianoforte (1916–1917)

## Pianoforte
- L 9, Danse bohémienne (1880)
- L 50, Suite per orchestra (riscritta per pianoforte) (1885)
  - Fête
  - Ballet
  - Rêverie
  - Bacchanale
- L 66, Deux arabesques (1888, 1891)
- L 67, Mazurka (1890)
- L 68, Rêverie (1890)
- L 69, Tarantelle styrienne (Danse) (1890)
- L 70, Ballade slave (Ballade) (1890)
- L 71, Valse romantique (1890)
- L 75, Suite bergamasque (1890-1905)
  - Prélude
  - Menuet
  - Clair de Lune
  - Passepied
- L 82, Nocturne (1892)
- L 87, Images oubliées (1894)
  - Lent, doux et mélancolique
  - Sarabande "Souvenir du Louvre"
  - Quelques aspects de “Nous n'irons plus au bois”
- L 95, Pour le piano suite (1894–1901)
  - Prélude
  - Sarabande
  - Toccata
- L 99, D'un cahier d'esquisses (1903-1904)
- L 100, Estampes (1903)
  - Pagodes
  - La soirée dans Grenade
  - Jardins sous la pluie
- L 105, Masques (1904)
- L 106, L'isle joyeuse (1904)
- L 108, Morceau de concours (Pièce pour piano) (1904)
- L 110, Images, Prima serie (1905)
  - Reflets dans l'eau
  - Hommage à Rameau
  - Mouvement
- L 111, Images, Seconda serie (1907)
  - Cloches à travers les feuilles
  - Et la lune descend sur le temple qui fut
  - Poissons d'or
- L 113, Children's Corner (1906–1908)
  - Doctor Gradus ad Parnassum
  - Jimbo's Lullaby
  - Serenade for the Doll
  - The Snow Is Dancing
  - The Little Shepherd
  - Golliwogg's Cake-walk
- L 114, Le petit nègre (1909)
- L 115, Hommage à Haydn (1909)
- L 117, Préludes, Premier Livre (1909–1910)
  - Danseuses de Delphes
  - Voiles
  - Le vent dans la plaine
  - «Les sons et les parfums tournent dans l'air du soir»
  - Les collines d'Anacapri
  - Des pas sur la neige
  - Ce qu'a vu le vent d'Ouest
  - La fille aux cheveux de lin
  - La sérénade interrompue
  - La Cathédrale engloutie
  - La danse de Puck
  - Minstrels
- L 121, La plus que lente (1910)
- L 123, Préludes, Deuxième livre (1911–1912)
  - Brouillards
  - Feuilles mortes
  - La Puerta del Vino
  - Les fées sont d'exquises danseuses
  - Bruyères
  - Général Lavine - eccentric
  - La terrasse des audiences du clair de lune
  - Ondine
  - Hommage à S. Pickwick Esq. P.P.M.P.C.
  - Canope
  - Les tierces alternées
  - Feux d'artifice
- L 132, Berceuse héroïque (1914)
- L 133, Page d'album (1915)
- L 136, Études (1915)
  - Pour les cinq doigts
  - Pour les tierces
  - Pour les quartes
  - Pour les sixtes
  - Pour les octaves
  - Pour les huit doigts
  - Pour les degrés chromatiques
  - Pour les agréments
  - Pour les notes répétées
  - Pour les sonorités opposées
  - Pour les arpèges composés
  - Pour les accords
- L 138, Elégie (1915)
- Les soirs illuminés par l'ardeur du charbon (1917)

## Composizioni 4 mani / 2 pianoforti
- L 10, Sinfonia per pianoforte, 4 mani (1880-1881)
- L 36, Divertissement per pianoforte, 4 mani (1882)
- L 38, Le triomphe de Bacchus per pianoforte, 4 mani (1882)
- L 65, Petite suite per pianoforte, 4 mani (1888–1889)
  - En bateau
  - Cortège
  - Menuet
  - Ballet
- L 77, Marche écossaise sur un thème populaire  per pianoforte, 4 mani (1891)
- L 97, Lindaraja per due pianoforti (1901)
- L 131, Six épigraphes antiques per pianoforte, 4 mani (1914)
  - Pour invoquer Pan, dieu du vent d'été
  - Pour un tombeau sans nom
  - Pour que la nuit soit propice
  - Pour la danseuse aux crotales
  - Pour l'égyptienne
  - Pour remercier la pluie au matin
- L 134, En blanc et noir  per due pianoforti (1915)

## Voce e pianoforte
- L 1, Ballade à la lune: C'était dans la nuit brune  (1879)
- L 2, Madrid: Madrid, princesse des Espagnes  (1879)
- L 4, Nuits d'étoiles: Nuit d'étoiles, sous tes voiles  (1880)
- L 5, Caprice: Quand je baise, pâle de fièvre  (1880)
- L 6, Beau soir: Lorsque au soleil couchant les rivières sont roses  (1880)
- L 7, Fleur des blés: Le long des blés que la brise fait onduler  (1880)
- L 8, Rêverie: Le zéphir à la douce haleine  (1880)
- L 11, Souhait: Oh! quand la mort que rien ne saurait apaiser  (1881)
- L 12, Triolet à Phillis [Zéphyr]: Si j'étais le zéphyr ailé  (1881)
- L 13, Les roses: Lorsque le ciel de saphir  (1881)
- L 14, Séguidille: Un jupon serré sur les hanches  (1881)
- L 15, Pierrot: Le bon Pierrot que la foule contemple  (1881)
- L 16, Aimons-nous et dormons: Aimons-nous et dormons, sans songer au reste du monde  (1881)
- L 17, Rondel chinois: Sur le lac bordé d'azalée  (1881)
- L 18, Tragédie: Les petites fleurs n'ont pu vivre  (1881)
- L 19, Jane: Je pâlis et tombe en langueur  (1881)
- L 21, Fantoches: Scaramouche et Pulcinella  (1882)
- L 22, Le lilas: O floraison divine des lilas  (1882)
- L 23, Fête galante: Voilà Sylvandre et Lycas et Myrtil  (1882)
- L 25, Flôts, palmes et sables: Loin des yeux du monde  (1882)
- L 28, En sourdine: Calmes dans le demi-jour  (1882)
- L 29, Mandoline: Les donneurs de sérénades  (1882)
- L 30, Rondeau: Fut-il jamais douceur de cœur pareille  (1882)
- L 31, Pantomime: Pierrot qui n'a rien d'un Clitandre  (1882)
- L 32, Clair de lune: Votre âme est un paysage choisi  (1882)
- L 33, La fille aux cheveux de lin: Sur la luzerne en fleur  (1882)
- L 34, Sérénade: Las, Colombine a fermé le volet  (1882)
- L 39, Coquetterie posthume: Quand je mourrai, que l'on me mette  (1883)
- L 42, Chanson espagnole: Tra la la… nous venions de voir le taureau per due voci (1883)
- L 43, Romance [musique pour éventail]: Silence ineffable de l'heure  (1883)
- L 44, Musique: La lune se levait, pure, mais plus glacée  (1883)
- L 45, Paysage sentimental: Le ciel d'hiver si doux, si triste, si dormant  (1883)
- L 46, L'archet: Elle avait de beaux cheveux blonds  (1883)
- L 47, Chanson triste: On entend un chant sur l'eau dans la brume  (1883)
- L 48, Fleur des eaux  (1883)
- L 49, Églogue: Chanteurs mélodieux, habitants des buissons for soprano and tenor duet and piano (1883)
- L 51, Diane au bois for soprano and tenor duet and piano (1883–1886)
- L 52, Romance: Voici que le printemps, ce fil léger d'avril  (1884)
- L 53, Apparition: La lune s'attristait Des séraphins  (1884)
- L 54, La romance d'Ariel: Au long de ces montagnes douces  (1884)
- L 55, Regret: Devant le ciel d'été, tiède et calme  (1884)
- L 58, Barcarolle: Viens! l'heure est propice  (1885)
- L 60, Ariettes oubliées  (1885–1887)
  - C'est l'extase: C'est l'extase langoureuse'
  - Il pleure dans mon cœur: Il pleure dans mon cœur comme il pleut sur la ville
  - L'ombre des arbres: L'ombre des arbres dans la rivière embrumée
  - Chevaux de bois: Tournez, tournez, bons chevaux de bois
  - Green: Voici des fruits, des fleurs, des feuilles
  - Spleen: Les roses étaient toutes rouges
- L 63, Axel  (1888)
- L 64, Cinq poèmes de Baudelaire  (1887–1889)
  - Le balcon: Mère des souvenirs, maîtresse des maîtresses
  - Harmonie du soir: Voici venir les temps où vibrant sur sa tige
  - Le jet d'eau: Tes beaux yeux sont las, pauvre amante
  - Recueillement: Sois sage, ô ma douleur
  - La mort des amants: Nous aurons des lits pleins d'odeurs légères
- L 74, La belle au bois dormant: Des trous à son pourpoint vermeil  (1890)
- L 76, Les Angélus: Cloches chrétiennes pour les matines  (1891)
- L 78, Dans le jardin: Je regardais dans le jardin  (1891)
- L 79, Romances  (1891)
  - Romance: L'âme évaporée et souffrante
  - Les cloches: Les feuilles s'ouvraient sur le bord des branches
- L 80, Fêtes galantes Primo libro (1891)
  - En sourdine: Calmes dans le demi-jour
  - Fantoches: Scaramouche et Pulcinella
  - Clair de lune: Votre âme est un paysage choisi
- L 81, Mélodies  (1891)
  - La mer est plus belle que les cathédrales
  - Le son du cor s'afflige vers les bois
  - L'échelonnement des haies moutonne à l'infini
- L 84, Proses lyriques  (1892–1893)
  - De rêve: La nuit a des douceurs de femme
  - De grève: Sur la mer les crépuscules tombent
  - De fleurs: Dans l'ennui si désolément vert
  - De soir: Dimanche sur les villes
- L 90, Chansons de Bilitis  (1897–1898)
  - La flûte de pan: Pour le jour des Hyacinthies
  - La chevelure: Il m'a dit «Cette nuit d'ai rêvé»
  - Le tombeau des Naiades: Le long du bois couvert de givre
- L 94, Nuits blanches: Tout à l'heure ses mains plus délicates  (1899–1902)
- L 102, Chansons de France  (1904)
  - Rondel: Le temps a laissié son manteau
  - La Grotte: Auprès de cette grotte sombre
  - Rondel: Pour ce que Plaisance est morte
- L 104, Fêtes galantes Secondo libro (1904)
  - Les ingénus:Les hauts talons luttaient avec les longues jupes
  - Le faune: Un vieux faune de terre cuite
  - Colloque sentimental: Dans le vieux parc solitaire et glacé
- L 118, Le promenoir des deux amants
  - Auprès de cette grotte sombre
  - Crois mon conseil, chère Climène
  - Je tremble en voyant ton visage
- L 119, Ballades de François Villon  (1910)
  - Ballade de Villon à s'Amye: Faulse beauté qui tant me couste cher
  - Ballade que Villon feit à la requeste de sa mère pour prier Nostre Dame: Dame du ciel, régente terrienne
  - Ballade des femmes de Paris: Quoy qu'on tient belles langagières
- L 127, Poèmes de Stéphane Mallarmé  (1913)
  - Soupir: Mon âme vers ton front où rêve, ô calme sœur
  - Placet futile: Princesse! À jalouser le destin d'une Hébé
  - Évantail: Ô rêveuse pour que je plonge
- L 139, Noël des enfants qui n'ont plus de maison (Nous n'avons plus de maison)  (1915)

## Musica vocale e corale
- L 35, Choeur des brises: Réveillez-vous, arbres des bois per coro femminile a cappella (1882)
- L 92, Trois chansons de Charles d'Orléans per coro di 4 voci miste a cappella (1898–1908)
  - Dieu! qu'il la fait bon regarder!
  - Quand j'ai ouy le tambourin sonner
  - Yver, vous n'estes qu'un villain
- L 93, Berceuse: Il était une fois une fée qui avait un beau sceptre per voce senza accompagnamento(1899)